# Felix Stoerk
Felix Stoerk, född den 20 oktober 1851 i Budapest, död den 18 januari 1908 i Greifswald, var en tysk rättslärd, bror till laryngologen Karl Stoerk.
Stoerk blev Dr. jur. 1875 i Wien, 1879 privatdocent där, 1882 extra ordinarie professor, 1886 ordinarie professor i Greifswald. Grundläggande var Stoerks huvudverk Option und Plebiscit bei Eroberungen und Gebietscessionen (1879), vartill slöt sig en rad arbeten, särskilt beträffande stats- och folkrätten: Das verfassungsmässige Verhältnis des Abgeordneten zur Wählerschaft (1881), Handbuch der deutschen Verfassungen (1884), Zur Methodik des öffentlichen Rechts (1885), Franz von Holtzendorff. Ein Nachruf (1889), Der staatsbürgerliche Unterricht (1893), Kommentar zum Auswanderungsgesetz (1899), Das Austritt aus dem ländesherrlichen Hauses (1902) med flera, utöver talrika tidskriftuppsatser och bidrag till samlingsverk, som Franz von Holtzendorffs rättsencyklopedi och Handbuch des Völkerrechts, Stengels Wörterbuch des Verwaltungsrechts, Handwörterbuch der Staatswissenschaften med flera. Tillsammans med Paul Laband grundade Stoerk 1886 Archiv für öffentlichen Recht, och från 1887 utgav han G.F. von Martens Nouveau Recueil des Traités. År 1888 blev han associé, 1895 medlem av Institut de droit international.